# クリスチャン・ウィルキンス
クリスチャン・ウィルキンス（Christian Wilkins, 1995年12月20日 - ）は、アメリカ合衆国マサチューセッツ州スプリングフィールド出身のプロアメリカンフットボール選手。ポジションはディフェンシブタックル。

## 経歴

### カレッジ
クレムソン大学では2年目の2016年シーズンから先発に定着した。このシーズンはオールアメリカンファーストチームに選出され、チームはCFPナショナルチャンピオンシップで優勝した。
2018年シーズンはオールACCファーストチームに選出され、チームは2年ぶりにCFPナショナルチャンピオンシップで優勝した。

### マイアミ・ドルフィンズ
| 6 ft 3+1⁄4 in (191 cm)           | 315 lb (143 kg) | 32+1⁄2 in (83 cm) | 9+3⁄4 in (25 cm) | 5.04 s | 4.55 s | 29.5 in (75 cm) | 8 ft 11 in (2.72 m) | 28 回 | 19 |
| All values from 2019 NFL Combine |                 |                   |                  |        |        |                 |                     |       |    |

2019年のNFLドラフトにて、全体13位でマイアミ・ドルフィンズから指名され、その後ルーキー契約を結んだ。
2019年シーズン、第7週のバッファロー・ビルズ戦で試合中に相手のコディ・フォードの顔面を殴打し、退場処分を受けた。第9週のニューヨーク・ジェッツ戦でサム・ダーノルドからキャリア初となるサックを記録した。第16週のシンシナティ・ベンガルズ戦ではフルバックとしてオフェンスに入り、ライアン・フィッツパトリックのパスを受けてキャリア初となるタッチダウンを記録した。
2020年シーズン、第8週のロサンゼルス・ラムズ戦でジャレッド・ゴフからキャリア初となるインターセプトを記録した。
2021年シーズン、第15週のジェッツ戦でフルバックとしてオフェンスに入り、トゥア・タゴヴァイロアのパスを受けてタッチダウンを記録した。
2022年シーズン開幕前に、ドルフィンズから5年目の契約オプションを行使された。
2023年シーズンは3年連続となる全試合に先発出場し、65タックル、自己最多の9サックを記録した。

### ラスベガス・レイダース
2024年3月14日にラスベガス・レイダースと4年総額1億1,000万ドル（うち8,475万ドル保証）の契約を結んだ。
2024年シーズンは第5週のデンバー・ブロンコス戦で左足を骨折し、手術を受けてシーズン残りの試合を全休した。
2025年シーズン開幕前、2025年7月18日にPUPリストに登録され、24日に解雇された。さらにレイダースはウィルキンスのリハビリの取り組み方に問題があったとして、保証されていた年俸3,520万ドルの支払いを拒否。ウィルキンスはこれを受けてNFL選手会に異議申し立てを行った。